# Gert Dockx
Gert Dockx (Turnhout, 4 juli 1988) is een voormalig Belgisch wielrenner die het grootste deel van zijn professionele carrière reed voor Lotto Soudal. Dockx is de zoon van oud-wielrenner Kurt Dockx.

## Overwinningen
2006
- 2e etappe GP Général Patton, Junioren
- Eindklassement GP Général Patton, Junioren

2007
- Omloop Het Nieuwsblad, Beloften

2008
- 3e etappe Ronde de l'Isard d'Ariège

2013
- 3e en 7e etappe Ronde van Gabon

## Resultaten in voornaamste wedstrijden
| Jaar | Ronde van Italië | Ronde van Frankrijk | Ronde van Spanje |
| ---- | ---------------- | ------------------- | ---------------- |
| 2009 |                  |                     |                  |
| 2010 |                  |                     |                  |
| 2011 | 95e              |                     | 92e              |
| 2012 |                  |                     |                  |
| 2013 | 104e             |                     |                  |
| 2014 | 115e             |                     |                  |
| 2015 |                  |                     |                  |
| 2016 |                  |                     | 126e             |

| Jaar | Gent-Wevelgem | Ronde van Vlaanderen | Amstel Gold Race | Luik-Bast.‑Luik | Ronde van Lombardije | Parijs-Tours |
| ---- | ------------- | -------------------- | ---------------- | --------------- | -------------------- | ------------ |
| 2009 |               |                      |                  |                 |                      | 101e         |
| 2010 | 85e           |                      |                  |                 |                      |              |
| 2011 |               |                      | opgave           | opgave          | opgave               |              |
| 2012 | opgave        | 94e                  |                  | opgave          | opgave               |              |
| 2013 |               |                      |                  |                 | opgave               | 133e         |
| 2014 |               |                      |                  |                 |                      |              |
| 2015 |               |                      |                  |                 | 85e                  |              |
| 2016 |               |                      |                  |                 | opgave               |              |

## Ploegen
- 2008- Team Columbia (stagiair)
- 2009- Team Columbia-HTC
- 2010- Team HTC-Columbia
- 2011- Omega Pharma-Lotto
- 2012- Lotto-Belisol
- 2013- Lotto-Belisol
- 2014- Lotto-Belisol
- 2015- Lotto Soudal
- 2016- Lotto Soudal